# Оболенский, Андрей Николаевич
Андрей Николаевич Оболенский (род. 26 апреля 1957 года, с. Ленино, Липецкий район, Липецкая область, РСФСР, СССР) — российский архитектор, член-корреспондент Российской академии художеств (2012).

## Биография
Представитель русского княжеского рода Оболенских. Отец — советский и российский архитектор Николай Владимирович Оболенский (1927—2009).
Родился 26 апреля 1957 года в поселке Ленино Липецкого района Липецкой области, живёт и работает в Москве.
В 1981 году — окончил Московский архитектурный институт.
С 1984 по 1990 годы — работал архитектором в управлении «Моспроект-2».
В 1990 году — создал и является творческих руководителем архитектурно-художественного центра Московской Патриархии «Арххрам» (АХЦ «Арххрам»).
С 1999 года — советник Российской академии архитектуры и строительных наук.
В 2012 году — избран членом-корреспондентом Российской академии художеств от Отделения архитектуры.
Автор и разработчик московской общегородской программы по установке памятных знаков на местах утраченных храмов.

## Творческая деятельность
Проекты и постройки
- Храм Христа Спасителя (совмествно с М. М. Посохиным)
- Церковь Иоанна Предтечи и Иоанна Тобольского в Югорске (Тюменская обл., г. Югорск)
- Церковь Покрова Пресвятой Богородицы в Барвихе (совместно с М. М. Посохиным, А. Барабановым, 1997—1998 гг.)
- Собор Преображения Господня в Губкине (Белгородская обл., г. Губкин, 1995—1997 гг.)
- Храм иконы Божией Матери «Утоли моя печали» в Марьине (г. Москва)
- Часовня Рождества Пресвятой Богородицы, что в Столешниках (г. Москва, 1998 г.)
- Церковь Елисаветы Феодоровны Преподобномученицы в Опалихе (Московская область, г. Красногорск, 1999—2002 гг.)
- Церковь Рождества Христова во Фрязино (Московская область, г. Фрязино, 1999—2002 гг.)
- Церковь Иконы Божией Матери Державная при ГУ МВД по ЦФО (г. Москва, ул. Шаболовка)
- Церковь Георгия Победоносца в Романово (Калужская область, д. Романово)
- Церковь Иконы Божией Матери Скоропослушница в Верхней Санарке (Челябинская область, с. Верхняя Санарка)
- Церковь Луки, архиепископа Крымского (Московская область, пос. Новый)
- Часовня Иконы Божией Матери Феодоровская в Братцево (г. Москва)
- Церковь Тихона, патриарха Всероссийского, в Люблино (г. Москва) и др.

## Награды
- Заслуженный архитектор Российской Федерации (2009)[2]
- Медаль «В память 850-летия Москвы»
- Нагрудный знак «Почётный строитель города Москвы» (2002)
- Почётная грамота Президента Российской Федерации (2014)[3]
- Благодарность Президента Российской Федерации (2012) — за большой вклад в реализацию мероприятий по восстановлению Кронштадтского Морского собора во имя Святителя Николая Чудотворца[4]
- дипломы и призы Москомархитектуры

Награды Русской Православной Церкви
- два Ордена Преподобного Сергия Радонежского (1997, 2000)
- Орден Святого благоверного князя Даниила Московского (1997)
- Медаль преподобного Сергия Радонежского (1996)
- Грамота Патриарха Московского и всея Руси